# Hamptophryne
Hamptophryne é um gênero de anfíbios da família Microhylidae.

## Taxonomia
Altigius foi sinonimizado com o Hamptophryne em 2012.
As seguintes espécies são reconhecidas:
- Hamptophryne alios (Wild, 1995)
- Hamptophryne boliviana (Parker, 1927)